# Гайшун, Иван Васильевич
Иван Васильевич Гайшун (бел. Іван Васільевіч Гайшун; 29 сентября 1946, Петровичи, Бобруйская область — 24 апреля 2018, Минск) — советский и белорусcкий математик. Доктор физико-математических наук (1984), профессор (1992), академик Национальной академии наук Беларуси (1991, член-корреспондент с 1989).

## Биография
Окончил Белорусский государственный университет (1969). С того времени работает в Институте математики НАН Белоруссии: с 1984 года — заведующий лабораторией моделирования и анализа систем, с 1985 года — заместитель директора по научной работе, с 1992 года — директор. Одновременно с 1997 по 2002 год был вице-президентом, с 2002 года — членом Президиума НАН Белоруссии, с 2012 по 2014 год — академик-секретарь отделения физики, математики и информатики НАН Белоруссии..

## Научная деятельность
Научные работы посвящены дифференциальным уравнениям, топологической динамике и устойчивости абстрактных динамических систем. Разработал теорию многомерных дифференциальных уравнений, многомерных дифференциально-разностных и дискретных систем, которые возникают в квантовой теории поля, статической гидродинамике.
Автор более 250 научных трудов, в том числе 5 монографий и учебника.

## Избранная библиография
- Вполне разрешимые многомерные дифференциальные уравнения. Мн., 1983.
- Линейные уравнения в полных производных. Мн., 1989.
- Многопараметрические системы управления. Мн., 1996.
- Введение в теорию линейных нестационарных систем. Мн., 1999.
- Матэматыка // Беларуская энцыклапедыя: У 18 т. Т. 10. Мн., 2000 — С. 211.
- Системы с дискретным временем. Мн., 2001.

## Премии и награды
- Государственная премия Республики Беларусь 2000 года за цикл работ «Исследование асимптотических свойств дифференциальных и дискретных систем» (2001)[3].
- Медаль Франциска Скорины (2017)[4].